# 桂格山 (康乃狄克州)
桂格山（英語：Quaker Hill）是位於美國康乃狄克州新倫敦縣的一個村落。該地的面積和人口皆未知。

## 地理
桂格山的座標為41°24′12″N 72°06′21″W / 41.40333°N 72.10583°W，而該地的平均海拔高度為9米（即30英尺）。